# Foramen zygomaticofaciale

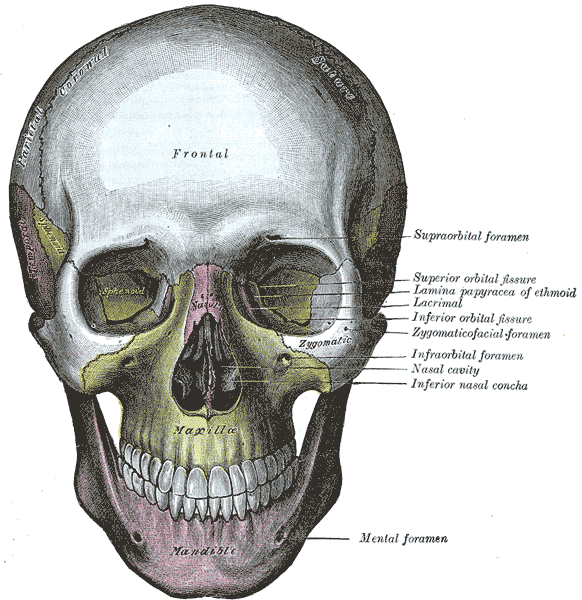
Egy emberi koponya szemből (jobb oldalon felülről az ötödik írás jelöli a foramen zygomaticofaciale-t)

A foramen zygomaticofaciale egy koponyalyuk a járomcsont (os zygomaticum) arci részén. Ezen halad keresztül a ramus zygomaticofacialis nervi zygomatici és néhány ér.